# Günter Wallraff
Hans-Günter Wallraff, född 1 oktober 1942 i Burscheid nordväst om Köln, är en tysk undersökande journalist och författare. Han har publicerat en mängd reportage och böcker som bygger på att han, ofta utklädd, har levt en tid i den miljö som han vill skildra, vilket givit upphov till verbet wallraffa.

## Biografi
Wallraffs far var först arbetare och senare tjänsteman hos Ford i Köln. Han dog när Günter Wallraff var 16 år. Modern stammar från en sydfransk hugenottfamilj och hennes föräldrar var pianobyggare. Wallraff skrev under gymnasietiden dikter som han sände till Heinrich Böll vars brorson han var bekant med. Efter tionde klass lämnade han gymnasiet och började gå i lära i en bokhandel. Den avslutades 1962.
Han ansökte om vapenfri tjänst först två månader innan inkallelsen och därför blev han också inkallad den 1 juli 1963. När hans ansökan avslogs i slutet av september, klagade han omedelbart. Efter att ha tillfrisknat från en hjärnskakning efter ett fall, sändes han först till en civil psykiater och sedan till neuropsykiatriska kliniken på krigsmaktens sjukhus i Koblenz. I början av 1964 blev han slutligen förklarad "oduglig till krigstjänst". Den militära diagnosen löd: "abnorm personlighet". Under hela denna tid skrev han dagbok och Böll uppmuntrade honom senare till att offentliggöra den.

### De första reportagen
Mellan 1963 och 1965 arbetade Wallraff i diverse storföretag, bland annt i ett sinterverk som hörde till ett av Thyssens stålverk. Fackförbundstidningen Metall tryckte 1965 de första reportage med vilka han väckte uppseende. Året därpå gav han ut en samling Wir brauchen dich - Als Arbeiter in deutschen Industriebetrieben. (Återutgiven som pocketbok 170 med titeln Industriereportagen). Reportagen gav autentiska inblickar i industrins arbetsmiljöer. Sedan Wallraff blivit känd genom sina industrireportage anslöt han sig till gruppen Dortmunder Gruppe 61. Året därpå arbetade han först för Hamburger Morgenpost, därefter för tidskriften pardon och till sist 1968 för tidskriften konkret.
De firmor Wallraff gästat försökte varna andra, men när han dök upp på en ny personalavdelning, hade han antagit en ny identitet, förblev oavslöjad och kunde fortsätta sin research. Så utkom 1969 13 unerwünschte Reportagen (13 icke-önskvärda reportage, 1971) där han exempelvis iklätt sig rollen som alkoholist på en psykiatrisk klinik, hemlös, student på jakt efter hyresrum och som potentiell napalmleverantör till USA-armén. Sedan boken kommit ut anklagades han för "obehörig tjänsteutövning"
eftersom han hos olika företag utgivit sig för att vara "ministerialrådet Kröver från ett civilutskott vid inrikesdepartementet". Tingsrätten i Frankfurt am Main frikände honom emellertid den 9 december 1969 och angav som skäl allmänhetens rätt att få ta del av information.
1971 sände tv-kanalen ZDF Wallraffs reportage Flucht vor den Heimen som handlade om ungdomsvårdsskolor. Samma år blev Wallraff medlem i PEN-klubben och samarbetade allt mer med andra författare. År 1973 utkom Ihr da oben - wir da unten (Ni däruppe - vi härnere, 1974) som genast blev en bestseller. Medan Bernt Engelmann granskat Gerlingkoncernens direktörers åsikter och levnadsvanor så var Günter Wallraff aktiv i företaget som lägre tjänsteman. 1974 visade ZDF tv-filmen Ermittlungen gegen Unbekannt.
1982 avvisade förvaltningsdomstolen i Münster Wallraffs klagomål rörande en telefonövervakning som hade ägt rum redan i mars 1974 med motiveringen att avlyssningen skett lagenligt.

### Protest och fängslande i Grekland
Som delegat från Utskottet för Greklandsolidaritet kedjade Wallraff den 10 maj 1974 fast sig vid en lyktstolpe på Syntagmaplatsen i Aten och delade ut flygblad som kritiserade den grekiska militärjuntans terrorregim.
Då den utkommenderade hemliga polisen trodde Wallraff vara en grek, så misshandlades han på ort och ställe. På säkerhetspolisen högkvarter torterades han tills han avslöjade sin rätta identitet. Han dömdes till 14 månaders ensamcell och kom till Korydallosfängelset i Korydallós. Efter militärdiktaturens sammanbrott i augusti frigavs alla politiska fångar - däribland också Wallraff. I boken Unser Faschismus nebenan. Griechenland gestern – ein Lehrstück für morgen från 1975 redogör Wallraff, med hjälp av Eckart Spoo, för sina grekiska erfarenheter.

### Spínola-aktionen
I en roll som vapenhandlare och förhandlare på uppdrag av Franz-Josef Strauss sammanträffade Wallraff den 25 mars 1976 i Düsseldorf med den tidigare portugisiske statspresidenten general Spínola. Han hade lärt känna Spínolas sammansvurna under ett tre månader långt besök i Portugal. Innan Spínola hunnit genomföra sin statskupp avslöjade Wallraff dess detaljer på en presskonferens i Bonn. Media i utlandet rapporterade utförligt, men i förbundsrepubliken var det endast tv-kanalen ARD:s magasin Panorama, tidskriften Stern och upplagesvaga vänstertidskrifter som rapporterade utförligt. Wallraff, som vid den här tiden övervakades av säkerhetstjänsten Bundesnachrichtendienst, och Hella Schlumberger skrev sedan boken Aufdeckung einer Verschwörung. Die Spínola-Aktion.

### "Anti-BILD-trilogin"
År 1977 arbetade Wallraff tre och en halv månad som redaktör på Bild-Zeitung i Hannover. I sin bestseller Der Aufmacher. Der Mann, der bei „Bild“ Hans Esser war (Reporter hos Springer, 1978) skildrar han sina erfarenheter från lokalredaktionen i Hannover och ger bevis för Bild-Zeitungs allvarliga journalistiska försummelser och smutsiga undersökningsmetoder. Det tyska pressrådet klandrade därefter Bild-Zeitung på sex punkter och samtidigt Wallraff för "icke tillåten fördold metodik". Axel Springer AG stämde sedan Wallraff på flera punkter, så att ett antal passager måste strykas i andra upplagan av boken. Dessa textpartier, som framför allt bestod i ordagranna citat från enskilda Bild-redaktörer, publicerades med demonstrativ svärtning i andra upplagan. Sedan oktober 2009 finns de nu utlagda på internet hos Wikileaks. Utsändningen av dokumentärfilmen Informationen aus dem Hinterland som producerats av tv-kanalen WDR, stoppades av dåvarande tv-chefen Heinz Werner Hübner, då Axel-Springer-förlaget fått kännedom om filmen och blivit "mycket indignerade". Filmen visades senare på ett antal biografer.
1978 skapade Wallraff en understödsfond med namnet "När Bild ljuger, kämpa mot". Syftet med fonden är att hjälpa dem som drabbats av Bilds journalistik att stämma tidningen. 1979 utkom Zeugen der Anklage. Die „Bild“-Beschreibung wird fortgesetzt (Journalistik som människojakt : granskningen av Axel Springertidningarna fortsätter, 1980). I boken yttrar sig för första gången både tidningens offer och mångåriga medarbetare. Till sist utkom 1980 „Bild“-Handbuch. Das Bild-Handbuch bis zum Bildausfall som är en slags juridisk handbok för dem som lidit skada av Bilds journalistik.
Samma år slutade de olika processer som förlaget inlett för att undertrycka böckerna. Högsta domstolen dömde mestadels till Wallraffs fördel. Men Axel Springer AG klagade dessutom över att deras författningsenliga rättigheter skadats. Författningsdomstolen utfärdade emellertid bara ett klander rörande återgivandet av en redaktionskonferens. År 1987 påstod utgivaren av tidskriften konkret att han författat större delen av Bild-trilogin som spökskrivare. Wallraff har varken bekräftat eller förnekat anklagelsen.

### Israel underKuwaitkriget
Efter att Saddam Hussein den 24 december 1990 hotat att förstöra Israel om koalitionen angrep Irak, for Wallraff 1991 till Israel och talade bl.a. med förintelseöverlevare. Han sammanfattade sina intryck i ett efterord till Lea Fleischmanns bok Gas. Tagebuch einer Bedrohung – Israel während des Golfkriegs.

### Hos Abdullah Öcalan i Syrien
I december träffade Wallraff PKK-ledaren Abdullah Öcalan i ett syriskt träningsläger, för att samtala om boken Die Suren Apos av den kurdiske dissidenten Selim Cürükkaya. Denne hotades till döden på grund av sitt författarskap. Wallraff blev tack vare sin roll som den turkiske arbetaren "Ali" vänligt mottagen av Öcalan, men lyckades inte få dödsdomen upphävd. Samtalet trycktes i tidskriften die Zeit.

### Stasi-anklagelser
I september 2003 konstaterade forskare vid Myndigheten för Stasiarkiven, BStU, att Wallraff var registrerad i det så kallade Roseholz-kartoteket under täcknamnet "IM Wagner", vilket innebar att Stasis civila utrikesspionage Hauptverwaltung Aufklärung, HV A, uppfattat honom som en IM, Inofficiell Medarbetare, dvs hemlig agent. Wallraff bestred att han någonsin ha arbetat aktivt för Stasi och drev ärendet rättsligt till Hamburg, där domstolen är känd för att ta hårt på utpekanden av enskilda individer. Den 17 december 2004 beslöt hovrätten i Hamburg, på grundval av Wallraffs klagan mot Axel Springer-förlaget, som flera gånger pekat ut honom som Stasiagent, att förlaget inte hade kunnat bevisa sina påståenden och därför förbjöds att i framtiden upprepa anklagelserna mot Wallraff. Den 10 januari 2006 fastställde överrätten slutgiltigt domen mot Axel Springer Verlag. Wallraff kan fortfarande kallas kontaktperson, KP. Det är dock fastslaget att journalisten Frank Berger, som Wallraff samarbetade med när han skrev boken Längst därnere, var Stasiagent under tiden som boken skrevs.

### Nya reportage under täckmantel
Redan på 90-talet var Wallraff i Japan som iransk arbetare. Det reportage som blev resultatet uppmärksammades då det sändes i japansk tv. I Tyskland arbetade Wallraff sedan maj 2007 för Zeit-magasinet "Leben". I det första reportaget sålde han i ett callcenter ägt av Firma CallOn lotter för firman LottoTeam. Eftersom callcenterbranschen inte anställer "äldre" så fick en maskör göra Wallraff 16 år yngre. Wallraff berättade om de metoder som användes där och i ett annat callcenter ZUI-International och kritiserade förutom oförskämdhet mot de uppringda, systematiska brott mot marknadsföringslagen med falska förespeglingar och skrämseltaktik mot kunderna. I november 2007 sände tv-kanalen ZDF dokumentärfilmen Bei Anruf Abzocke. I reportage nummer två i serien arbetade Wallraff en månad 2008 för Gebr. Weinzheimer Brotfabrik i Stromberg, vars enda kund var livsmedelskedjan Lidl. I reportaget Zeit-Magazin med titeln Unser täglich Brötchen (Vår dagliga fralla) kritiseras förutom den dåliga betalningen, arbetsförhållandena, säkerhetsbristerna och hygienstandarden. Lidl reagerade med ett uttalande, brödfabrikens ägare stämde Wallraff för hemfridsbrott. Från december 2008 till februari 2009 undersökte Wallraff förhållandena i härbärgen för hemlösa i Köln, Frankfurt am Main och Hannover genom att själv uppträda som bostadslös. Han upptäckte ett flertal missförhållanden. Många låstes inifrån nattetid. Det rådde en stämning av rädsla och våld. Bemanningen var otillräcklig. Och det behövdes fler socialarbetare på fältet. Wallraff betraktar hemlöshet som ett centralt tema under finanskrisen och den kan drabba vem som helst. I april 2009 avslöjade Wallraff i die Zeit ytterligare en dataskandal hos järnvägarna Deutsche Bahn. Hösten 2009 följde nästa undercoverreportage, där Wallraff med hjälp av en maskör skaffat sig en mörk hudfärg. Han turnerade runt i Tyskland i månader tillsammans med ett kamerateam och upptäckte både öppen och latent rasism på flera håll. En svart författare Noah Sow kritiserade reportaget bland annat med orden "Han efterhärmar undertryckta minoriteter och får på det viset pengar, uppmärksamhet och t.o.m. respekt." Man kan inte erfara vad en svart erfar som "ommålad vit". Süddeutsche Zeitung menade att metoden i sig är rasistisk. Wallraff anklagar inte rasismen, utan iscensätter istället sina egna fördomar.

### Övrigt
Günter Wallraff var i första äktenskapet gift med förskolläraren Birgit Böll, författaren Heinrich Bölls brorsdotter. De fick två döttrar. Han gifte sig därefter med läraren Dorlies Pollman och de fick en dotter. Sedan 1991 lever Wallraff i sitt tredje äktenskap med tv-journalisten Barbara Munsch. De har två döttrar. Wallraff är vän med den brittiske författaren Salman Rushdie och efter att den dåvarande statschefen i Iran Khomeini uttalat en dödsdom mot honom, höll Wallraff honom gömd 1989 i flera dagar. År 2007 ledde Wallraffs förslag att man skulle ha högläsning i Kölns moské ur Rushdies bok Satansverserna till ett avböjande från dess ledning och till övergående upprördhet i media. En del av Wallraffs personliga arkiv förstördes då det historiska stadsarkivet i Köln rasade samman. I juli 2010 meddelade Wallraff att han tänker grunda en stiftelse, vars syfte ska vara att hjälpa unga journalister att genomföra sina projekt. Stipendiaterna ska erhålla finansiellt stöd i "en till tre månader" för att "ostört kunna bedriva research". Han meddelade också att socialreportaget "fortfarande är aktuellt och nödvändigt".

## Journalistisk stil
Wallraff blev internationellt känd genom sin journalistiska undersökningsmetod som består i att anta en påhittad identitet. På så vis uppstår dokumentation som genom den personliga upplevelsen brännmärker sociala missförhållanden och ger nya infallsvinklar på samhällets funktionssätt. De personer och företag som på så sätt utsattes för Wallraffs kritik hävdade att deras personliga integritet och företagshemligheter lidit skada och försökte ofta få den förbjuden genom att åtala Wallraff. De domstolar som hade att döma i dessa mål konstaterade vanligen att Wallraffs metoder var legala, åberopade pressfriheten och att allmänintresset motiverade publiceringen. Wallraffs journalistik har i Sverige och Norge givit upphov till ett nytt verb: "wallraffa" respektive "wallraffe" och ordet är till och med medtaget i Svenska akademiens ordlista.

## Priser och utmärkelser
- 1968 Nordrhein-Westfalens pris för industrireportage
- 1979 Gerrit-Engelke-Preis (tillsammans med Günter Herburger)
- 1983 Monismanienpriset
- 1984 Carl-von-Ossietzky-medaille
- 1985 Literaturpreis der Menschenrechte (Frankreich) zusammen mit James Baldwin
- 1987 British Academy of Film and Television Arts
- 1987 Franska mediepriset Prix Jean d’Arcy för filmen Ganz unten
- 2010 Gerty-Spies-Literaturpreis